# Rakudai Kishi no Cavalry
Rakudai Kishi no Cavalry (яп. 落第騎士の英雄譚, укр. Доблесть лицаря-невдахи, англ. Chivalry of a Failed Knight) — серія ранобе автора Ріку Місори й ілюстратора Вона. Перший том випущений 15 липня 2013.
Аніме-адаптація транслюється з 3 жовтня 2015 р.

## Сюжет
Історія розгортається у світі, де люди з надприродними здібностями, відомих як Блейзерси, можуть матеріалізувати пристрої, зброю, зроблену за допомогою душі людини. Іккі Курогане охрестили лицарем-невдахою через те, що він найслабший з усіх. Повернувшись до своєї кімнати, Іккі випадково стикається з напівголою дівчиною, Стеллою Вермілліон, коли та перевдягалася. Ця зустріч змінює життя Іккі, він прагне стати справжнім лицарем-магом, досягнувши перемоги на турнірі Семи зірок, щорічному заході, що відбуєтьсяся серед семи магічних академій в Японії для визначення найсильнішого учня-лицаря.

## Персонажі
- Іккі Курогане (яп. 黒鉄 一輝)

Центральний чоловічий персонаж. Незважаючи на те, що родом з клану шановних магів-лицарів, Іккі вважається найгіршим і найслабшим — F-рангу. Він — молодий хлопець середнього зросту з темно-каштановим волоссям і карими очима. Іккі, як правило, одягнений у стандартну чоловічу форму академії. Його спортивне тіло і мила зовнішність приваблює дівчат. 
Іккі — вольова і благородна людина, альтруїст, самовіддано допомагає іншим, особливо тим, хто бореться, щоб стати кращим самостійно. Курогане показаний досить спокійним навіть у найважчих ситуаціях. Проте коли справа доходить до дівчат його віку і всієї академії в цілому, Іккі дійсно незграбний, він не має досвіду співпраці з ними. Особливо це проявляється у його стосунках зі Стеллою, якій попри бурхливу першу зустріч зізнається у коханні.Зустрічається зі Стеллою.В кінці 1 сезону пропонує Стеллі стати його сім'єю,тобто,його дружиною.Він стає головним у групі лицарів-учнів,які були відібрані щоб представляти школу на турнірі Семи Зірок.
- Стелла Вермілліон (яп. ステラ・ヴァーミリオン)

Центральний жіночий персонаж. Учениця А-рангу і принцеса королівства Вермілліон. Молода гарна дівчина середнього зросту з красивим обличчям, білою шкірою і червоними очима. У неї довге малинове волосся з двома хвостиками. Має великі груди і сексуальну фігуру. 
Стелла спочатку показана сміливою, гарячковитою і швидкою на гнів, можливо, через її королівське виховання. Під час суперечок у першій серії її самовпевненість досягає таких габаритів, що вона вимагає у хлопця зробити харакірі через те, що той випадково побачив дівчину напівоголению. Тим не менш, уже у другій серії Вермілліон готова визнати свої помилки, дружити з іншими та виконувати забаганки Іккі, хоча, як і раніше, нерозважлива, імпульсивна, на додачу має часті напади ревнощів, коли справа доходить до Курогане та дівчат навколо нього.
Стелла не любить, коли її називають вундеркіндом чи генієм, у неї презирство до тих, хто розглядає її природні здібності, як єдине джерело сили. Дівчина хоче стати сильнішою та професіональнішою.
Зізнається у коханні Іккі.Зустрічається з Іккі.У кінці 1 сезону відповідає "згодна",на пропозицію Іккі стати його  сім'єю,тобто і його дружиною також.Разом з Іккі і ще 4 учнями школи їде представляти школу на турнірі Семи Зірок. 
- Сідзуку Курогане (яп. 黒鉄 珠雫)

Молодша сестра Іккі, учениця першого року навчання в академії. Мініатюрна молода дівчина, дуже мала зростом навіть для її віку. Має сріблясте коротке волосся, нефритового кольору очі, як правило, одягнена у шкільну форму. 
У дитинстві Сідзуку показана наївною і милою дівчиною. Після того, як Іккі покинув будинок, особистість Сідзуку абсолютно змінилася, вона стала ненавидіти людей, особливо свою сім'ю. Замість цього молодша сестра вирішила сконцентрувати усі зусилля на своєму старшому браті, стати йому сестрою, сім'єю і коханою. 
- Нагі Арісуін (яп. 有栖院 凪)

Учень першого року навчання, сусід Сідзуку по кімнаті. Здається, що він добросерда людина, яка піклується про Сідзуку, постійно заохочуючи її і підтримуючи її любов до старшого брата. Він також аналітичний, однак, пізніше показано, що така персона створена для того, щоб обдурити інших студентів. Насправді в нього інші, темніші наміри.

## Медіа

### Ранобе
Rakudai Kishi no Cavalry — серія ранобе, створена автором Ріку Місори та ілюстратора Вона. Перший том випущений 15 липня 2013 р., станом на 13 серпня 2014 р. під лейблом GA Bunko випущено 5 томів.

### Манга
Манга-адаптація ілюстратора Мегумі Сорамічі розпочала серіалізацію у журналі Monthly Shonen Gangan у 2014 р. 

### Аніме
Аніме виробництва студій Silver Link і Nexus транслюється з 3 жовтня 2015 р. Sentai Filmworks ліцензувала реліз у Північній Америці.